# Landtagswahl in der Steiermark 1978
- SPÖ: 23
- ÖVP: 30
- FPÖ: 3

Am 8. Oktober 1978 fanden Landtagswahlen in der Steiermark statt.
Die ÖVP gewann die Wahlen und konnte trotz Stimmenverlusten die absolute Mehrheit halten, während die FPÖ leicht gewann und die SPÖ leichte Verluste zu erleiden hatte.
51,9 % der Stimmen (30 Mandate) bedeuteten die absolute Mehrheit für die ÖVP. Die SPÖ konnte mit 40,3 % ihre 23 Mandate halten, während die FPÖ mit 6,4 % (3 Mandate) ein Mandat dazugewinnen konnte.
Die KPÖ verfehlte mit 1,33 % erneut den Einzug in den Landtag.

## Wahlergebnis
|                                         | Ergebnisse 1978 | Ergebnisse 1978 | Ergebnisse 1978 | Ergebnisse 1974 | Ergebnisse 1974 | Ergebnisse 1974 | Differenzen | Differenzen | Differenzen |
| --------------------------------------- | --------------- | --------------- | --------------- | --------------- | --------------- | --------------- | ----------- | ----------- | ----------- |
| Wahlberechtigte                         | 796.273         | 796.273         | 796.273         | 777.490         | 777.490         | 777.490         | + 18.783    | + 18.783    | + 18.783    |
|                                         | Stimmen         | %               | Mand.           | Stimmen         | %               | Mand.           | Stimmen     | %           | Mand.       |
| Abgegebene Stimmen                      | 754.136         | 94,71 %         | 56              | 739.149         | 95,07 %         | 56              | + 14.987    | - 0,36 %    |             |
| Ungültige Stimmen                       | 13.233          | 1,75 %          |                 | 10.265          | 1,39 %          |                 | + 2.968     | + 0,36 %    |             |
| Gültige Stimmen                         | 740.903         | 98,25 %         |                 | 728.884         | 98,61 %         |                 | + 12.019    | - 0,36 %    |             |
| Partei                                  |                 |                 |                 |                 |                 |                 |             |             |             |
| Österreichische Volkspartei (ÖVP)       | 384.905         | 51,95 %         | 30              | 388.283         | 53,27 %         | 31              | - 3.378     | - 1,32 %    | - 1         |
| Sozialistische Partei Österreichs (SPÖ) | 298.560         | 40,30 %         | 23              | 300.189         | 41,18 %         | 23              | - 1.629     | - 0,88 %    | 0           |
| Freiheitliche Partei Österreichs (FPÖ)  | 47.562          | 6,42 %          | 3               | 30.608          | 4,20 %          | 2               | + 16.954    | + 2,22 %    | + 1         |
| Kommunistische Partei Österreichs (KPÖ) | 9.876           | 1,33 %          | 0               | 9.804           | 1,35 %          | 0               | + 72        | - 0,02 %    | 0           |